# François-Xavier Maroy Rusengo
François-Xavier Maroy Rusengo (Bukavu, 1 september 1956) is een Congolees, rooms-katholiek geestelijke en aartsbisschop van Bukavu.
Hij werd tot priester gewijd in 1984 en in 2004 werd hij benoemd tot hulpbisschop van Bukavu. Hij werd in die functie benoemd als tituair bisschop van Thucca. Na de dood van de vorige aartsbisschop, Charles Kambale Mbogha, A.A., eind 2005, werd hij in 2006 benoemd tot nieuwe aartsbisschop.
Hij noemde de natuurlijke rijkdom van de bodem in Oost-Congo een ramp voor zijn land, door de verschillende rebellengroepen die deze bodemschatten proberen te claimen.